# José E. Patiño Hurtado
José E. Patiño Hurtado (Acapulco,1955) es abogado penalista especializado en materia de Amparo judicial.
Conocido por liderar la demanda contra el expresidente Felipe Calderón, Genaro García Luna, Daniel Cabeza de Vaca, otros funcionarios y representantes de Televisa, por siete años de encarcelamiento injusto de la francesa Florence Cassez, acusada de secuestro mediante un burdo montaje televisivo presentado como evidencia.
Otra de las participaciones destacadas que tuvo en materia penal trascendió en 2012, cuando confirmó a los medios de comunicación que, siendo Subdelegado Jurídico de Gobierno en la Delegación Tlalpan, fue quien metió a la cárcel a Isabel Miranda de Wallace por resistencia a autoridades y tentativa de homicidio al ordenar que se cortaran las mangueras de un grúa mientras un operador de la delegación retiraba un espectacular de su empresa Showcase Publicidad ubicado en lugar prohibido y con permisos falsificados. Su participación en los medios afectó dramáticamente la imagen de Isabel Miranda de Wallace quien era candidata para gobernar la Ciudad de México.

## Reseña biográfica
José E. Patiño Hurtado nació en Acapulco, Guerrero el 10 de abril de 1955. Sus estudios básicos los realizó en Cuernavaca, Morelos. Posteriormente, se trasladó a la Ciudad de México para cursar sus estudios universitarios en la Universidad Anáhuac, y después en la Universidad Autónoma de Nuevo León en el campus de Monterrey. En 1977, volvió a la ciudad de Cuernavaca como asesor jurídico de la Secretaría de Gobierno del Estado de Morelos y fue coordinador general del Programa Nacional de Derechos Agrarios de la entonces Secretaría de la Reforma Agraria. 
Sus estudios de posgrado los cursó en la Sorbona de París, donde obtuvo un grado superior por sus Estudios Económicos e Históricos de Francia y realizó sus prácticas en L'Ecole Nationale de París. En su regreso a México, hizo la maestría en Alta Dirección Empresarial en la Escuela de Negocios del IPADE y montó su primer despacho jurídico. Un año después, en 1995, era llamado a participar en el poder ejecutivo como director general de Personal Sustantivo y Jefe de la Unidad de Control de Carrera de la Procuraduría General de la República, y posteriormente participó en el Gobierno de Tlalpan como Subdelegado Jurídico. Ha recibido la Mención Honorífica en el Programa de Alta Dirección (2003-2004) y actualmente, continúa con su despacho jurídico especializado en amparos judiciales.

## Obra
- Guía Práctica de Juicio de Amparo.
- Guía Práctica de Juicios Penales (próximo a publicar).
- Análisis Práctico del Juicio Reivindicatorio

## Distinciones
- Mención Honorífica en el Programa de Alta Dirección (2003-2004)